# Le Château-d’Almenêches
Le Château-d’Almenêches – miejscowość i gmina we Francji, w regionie Normandia, w departamencie Orne.
Według danych na rok 1990 gminę zamieszkiwało 197 osób, a gęstość zaludnienia wynosiła 18 osób/km² (wśród 1815 gmin Dolnej Normandii Château-d’Almenêches plasuje się na 689. miejscu pod względem liczby ludności, natomiast pod względem powierzchni na miejscu 446.).